# کوئنتین بردیک
کوئنتین نورتروپ بردیک (Quentin Northrup Burdick)‏ (۱۹ ژوئن ۱۹۰۸–۸ سپتامبر ۱۹۹۲)، وکیل و سیاستمدار آمریکایی بود. او که عضوی از حزب NPL دموکرات داکوتای شمالی بود، از داکوتای شمالی در مجلس نمایندگان ایالات متحده (۱۹۵۹–۱۹۶۰) و سنای ایالات متحده (۱۹۶۰–۱۹۹۲) نمایندگی کرد. او هنگام مرگش سومین سناتور از نظر طول مدت خدمت (پس از استروم تورموند و رابرت برد) در میان اعضای سنا بود.

## اوان زندگی و تحصیلات
کوئنتین بردیک در میونیک در داکوتای شمالی بدنیا آمد. او بزرگترین فرزند از سه فرند آشر لوید بردیک و اما سسلیا رابرتسون بود. پدر او سیاستمدار جمهوری‌خواهی بود که به عنوان ستوان-فرماندار داکوتای شمالی (۱۹۱۱–۱۹۱۳) و نماینده ایالات متحده (۱۹۳۵–۱۹۵۹) خدمت نمود. مادر او، دختر اولین ساکن سفیدپوست در ناحیه داکوتای شمالی بود که غرب پارک ریور قرار دارد. او برادر یوگین آلان بردیک بود که قاضی حوزه پنجم قضایی داکوتای شمالی از ۱۹۵۳ تا ۱۹۷۸ میلادی بود. خواهر او روزماری با رابرت دبلیو. لرینگ ازدواج کرد که نماینده ایالات متحده از اوهایو (۱۹۵۹–۱۹۶۱) بود.
بردیک در ۱۹۱۰ میلادی با خانواده اش به ویلستون نقل مکان کرد، جاییکه پدرش در کشاورزی و فعالیت‌های حقوقی درگیر شد. او در مدارس عمومی محلی شرکت کرد و در ۱۹۳۶ میلادی از دبیرستان ویلستون فارغ‌التحصیل شد، جاییکه رئیس کلاس و کاپیتان تیم فوتبال شد.
بردیک در دانشگاه مینه‌سوتا مطالعات کارشناسی خود را انجام داد و مدرک BA را در ۱۹۳۱ میلادی کسب نمود. طی دوران کالج، او در تیم فوتبال به عنوان بلاک کنندهٔ عقب برای برونکو ناگورسکی بازی کرد و رئیس انجمن اخوت سیگما نو بود. او از آسیب در ناحیه زانو در فوتبال صدمه دید و همین مسئله موجب عدم صلاحیت او برای شرکت در خدمات نظامی جنگ دوم جهانی شد. در ۱۹۳۲ میلادی مدرکش را از مدرسه حقوق دانشگاه مینه‌سوتا دریافت کرد و در کانون وکلا پذیرفته شد.

## اوان حرفه
بردیک به شرکت حقوقی پدرش در فارگو پیوست، جاییکه کشاورزان را مشاوره می‌داد، کشاورزانی که بابت اجرائیه سند رهنی طی سال‌های رکود بزرگ تهدید شده بودند. او سپس اینگونه آنا دوران را یادآور شد: «حدس می‌زنم که طی آن روزهای بد، ضمیر اجتماعی بدست آوردم و از آن زمان اشتیاق کار در جهت ارتقاء شرایط زندگی انسان‌ها را دارم». در ۱۹۳۳ میلادی، با ماریتا جنکی ازدواج کرد. این زوج یک پسر و سه دختر داشتند. همسر او در ۱۹۵۸ فوت کرد.
بردیک همچون پدرش در سیاست فعال شد و به «لیگ بیطرف» (NPL) پیوست که گروه مترقی عوام‌گرایی بود که با حزب جمهوری‌خواه متحد بود. او به عنوان نامزد NPL، در ۱۹۳۴ و ۱۹۴۰ میلادی برای دادستان کل اقدام غیر موفقیت‌آمیزی داشت، اما در ۱۹۳۶ از سوی این گروه سناتور شهرستان کاس و در ۱۹۴۲ نیز ستوان فرماندار شد.
بردیک که معتقد بود NPL در آرای مترقی ایالت تفرقه ایجاد می‌کند، شروع به حمایت از همتراز کردن NPL با حزب دموکرات بود. او سپس برای فرمانداری داکوتای شمالی در ۱۹۴۶ میلادی به عنوان دموکرات اقدام کرد، اما مجدداً ناموفق بود. او نماینده‌ای برای معاون ریاست جمهوری سابق، هنری ای. والاس بود که به عنوان نامزد حزب مترقی در انتخابات ریاست جمهوری ۱۹۴۸ میلادی شرکت کرد.
NPL در ۱۹۵۶ میلادی با حزب دموکرات خود را تطبیق داد تا لیگ حزب بیطرف داکوتای شمالی دموکرات را ایجاد کند. همان سال، بردیک از شکست ششم و نهایی انتخاباتی خود رنج برد، هنگامی که او علیه متصدی جمهوری‌خواه آن زمان، میلتون یانگ برای سنای ایالات متحده وارد عمل شد.

## حرفه کنگره‌ای

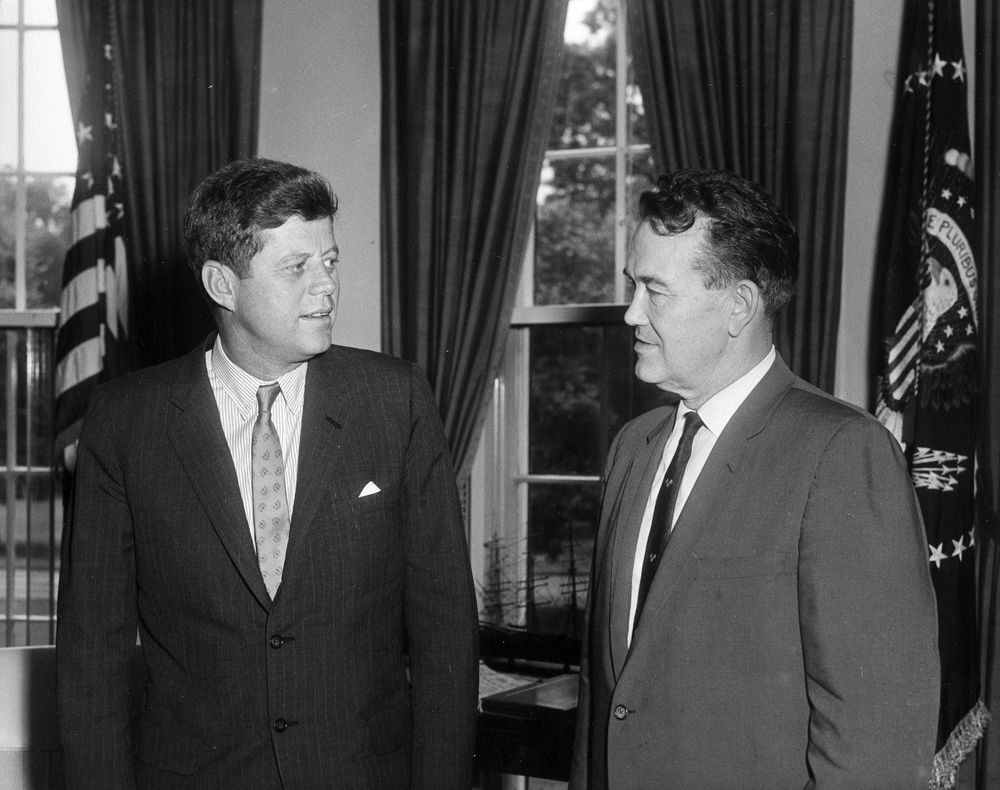
مرتبط

### خانه نمایندگان ایالات متحده
بهار ۱۹۵۸ میلادی، آشر بردیک که نگران شکست خوردن برای انتخابات مجدد برای گزینه اولیه جمهوری‌خواه بود، پیشنهاد عقب‌نشینی از نامزدی را در صورت توافق NPL جهت حمایت از پسرش به عنوان نامزد دموکراتِ NPL برای کرسیش در خانه نمایندگان ایالات متحده را ارائه نمود. کونتین نیز نتیجتاً موافقت NPL را در آوریل دریافت کرده و برای حوزه کنگره‌ای کلی داکوتای شمالی در نوامبر بعدی انتخاب شد. او اولین NPL دموکرات بود که برای خانه نمایندگان داکوتای شمالی انتخاب شد.
طی تصدی او در مجل، بردیک به عنوان عضوی از کمیته داخله خانه نمایندگان خدمت کرد، جایی که او پروژه انحراف گریسون را حمایت کرد تا آب از رود میزوری به داکوتای شمالی رود. او از سوز کارگران سازمان یافته و «امریکاییان برای کنش دموکراتیک» رتبه‌های بالایی را دریافت کرد. بردیک که از مخالفین سیاست‌های کشاورزی اداره آیزنهاور بود، در سخنرانی دختر باکره خود در کف خانه نمایندگان، بردیک خواستار استعفای وزیر کشاورزی ایالات متحده، ازرا تافت بنسون شد.

### سنای ایالات متحده
بعد از مرگ سناتور ویلیام لانگر در نوامبر ۱۹۵۹، بردیک در انتخابات مخصوص در ۲۸ ژوئن ۱۹۶۰ میلادی جهت پر کردن دوره چهار سال و نیم باقیمانده لانگر اقدام نمود. معارض جمهوری‌خواه او، فرماندار جان ئی. دیویس بود. بردیک طی کمپینش از جانب اتحادیه کشاورزان ملی حمایت دریافت نمود. او خواستار حمایت برای قیمت‌های بالا و کنترل‌های تولیدی در رابطه با غلاتی که مازاد بر نیاز تولید می‌شوند شد. شعار کمپین او «بنسون را با بردیک شکست بده» بود که به وزیر کشاورزی، بنسون اشاره داشت که سیاست‌های او در رابطه با کشاورزان ایالتی گندم محبوبیتی نداشت. بردیک در رقابتی تنگاتنگ دیویس را با حاشیه ۱۱۱۸ رأی شکست داد.
نه روز بعد از انتخابات، او که همسر نداشت با جوسلین بیرچ پترسون ازدواج کرد. همسر او دو فرزند از ازدواج قبلیش داشت. این زوج یک پسر داشتند.
بردیک در ۸ اوت ۱۹۶۰ میلادی از کرسی مجلس نمایندگان انصراف داد و به عنوان عضوی از مجلس سنا قسم یاد کرد. او دوره شش ساله خود را در سال شدیداً دموکراتیک ۱۹۶۴ میلادی با شکست دادن توماس کلپ تضمین کرد.
بردیک به سادگی کلپ را در رقابت مجدد ۱۹۷۰ میلادی شکست داد که یک سال دموکراتیک ملی دیگری بود. او در ۱۹۷۶، ۱۹۸۲ و ۱۹۸۸ میلادی مجدداً با حاشیه‌های بالا انتخاب شد.
بردیک در ۱۹۸۷ میلادی رئیس کمیته کارهای عمومی و محیطی سنا شد.
بردیک لقب «پادشاه پورک» را برای تمرکز تقریباً تمامی تلاشهای قانونگذاری خود در راه کشیدن بودجه‌های فدرال به داکوتای شمالی، کسب نمود که محیطی روستایی، فقیر و کمتر توسعه یافته نسبت به بسیاری از ایالات دیگر بود.

## مرگ
بردیک در سپتامبر ۱۹۹۲ میلادی در سن ۸۴ سالگی براثر سکته قلبی، در حالی که در بیمارستان سنت لوک در فارگو بود درگذشت. بعد از مرگ بردیک، بیوه او جوسلین بیرچ بوردیک توسط فرماندار جورج سینر جهت پر نمودن دوره منقضی نشده تا اجرای انتخابات مخصوص گماشته شد.